# جزیره کریسی
جزیره کریسی (به لاتین: Chrysi) یک جزیره در یونان است که در Ierapetra Municipality واقع شده‌است. جزیره کریسی ۳ نفر جمعیت دارد.